# Der Rote Reiter
Der Rote Reiter war eine deutsche Künstlergruppe, die im Jahr 1945 in Traunstein gegründet wurde.

## Entstehung und Geschichte
Erwin Shoultz-Carrnoff, aus Ostpreußen gebürtig, gründete zusammen mit Franz Rudolf Wanka, Otto Speidel sowie Otto Sliwka in Anlehnung an das mittelalterliche Rittertum und an den alten Brauch des Georgirittes am 22. Juli 1945 in Traunstein die Künstlergruppe Der Rote Reiter. Der Rote Reiter war eine freie Ausstellungsgemeinschaft individueller Künstler und ähnelte somit der Redaktionsgemeinschaft des Blauen Reiters. 
Ostern 1946 erteilte die Militärregierung eine Lizenz zum Druck des ersten Ausstellungskatalogs. Er verzeichnete neun Künstler, die dem Roten Reiter angehörten, die Gründer wie Werner von Houwald und Herbert Molcho und fünfzehn Gäste, darunter Ernst Geitlinger, C.Gunschmann, Wilhelm von Hillern-Flinsch, E.Müller-Kraus, Gabriele Münter und F.A.Th.Winter.
Zwei Jahre später, 1948, hatte der Rote Reiter Zweigstellen in Westdeutschland, sie befanden sich in Stuttgart, Düsseldorf und Berlin. 1949 schlossen sich dem Roten Reiter mit Willi Baumeister, Max Ackermann und Ida Kerkovius drei Ehrenmitglieder an. Zum zehnjährigen Bestehen des Roten Reiters im Jahr 1956 fand in Traunstein und Bad Reichenhall eine Ausstellung mit 165 Malern und Bilderhauern aus zehn europäischen Ländern sowie Chile statt.
Ende der 1950er-Jahre fand der Rote Reiter im Stadtteil Schwabing in München seinen Versammlungsort in einem Galerierestaurant, dessen Stammtisch der Künstlertreffpunkt war. Es wurden wechselnde Ausstellungen gezeigt und internationale Ausstellungen von dort aus organisiert. Dieser Treffpunkt musste 1972 kommerziellen Interessen weichen.
Nach dem Tod von Erwin Shoultz-Carrnoff im Juli 1990 übernahm Gerhard Kuebart die Leitung des Roten Reiters. Er initiierte Ausstellungen in München, Würzburg, Bad Salzuflen; die letzte Ausstellung fand im Jahr 2022 anlässlich der 75-Jahr-Feier in der Mohr-Villa in München statt. Das Motto der Ausstellung war Aufbruch nach Europa.
Der letzte Sitz des Roten Reiters befand sich am Kurfürstenplatz 6 in München. Im November 2013 wurde im Kunstverein Traunstein der „Rote-Reiter-Preis“ erstmals verliehen, der zweijährlich an Künstler vergeben wird und mit 1500 Euro dotiert ist.